# Rio Graniţa
O Rio Graniţa é um rio da Romênia, afluente do Neagra Şarului, localizado no distrito de Suceava.